# Илия Антевски
Илия Антевски с псевдоним Смок е югославски партизанин и деец на комунистическата съпротива във Вардарска Македония.

## Биография
Роден е в Тетово на 25 юли 1919 година. През 1939 година е извънреден студент в Юридическия факултет на Белградския университет. През 1941 година става член на ЮКП, а след това и Инструктор на Окръжния комитет на ЮКП за делът от Македония окупиран от италианските военни части. На 27 март 1943 година е пленен от силите на Бали Комбетар. По това време е политически комисар на Мавровско-Гостиварски народоосвободителен партизански отряд „Кораб“. Изпратен е в Тирана, където е осъден на смърт и убит в Тиранския затвор на 16 май 1943 година.